# Internationaler Stasys-Šimkus-Chorwettbewerb
Der Stasys-Šimkus-Wettbewerb ist ein internationaler Chormusik-Wettbewerb, benannt nach dem Komponisten Stasys Šimkus. Er ist der einzige renommierte Chor-Wettbewerb in Litauen. Gegründet 1976 vom Chorverein Aukuras, findet er alle zwei Jahre in Klaipėda statt. Im Wettbewerb wird die reiche Chormusik-Kultur Litauens gepflegt – von alten Kompositionen der berühmtesten litauischen Komponisten bis in die Gegenwart. Hinzu kommen die Aufführungen weltbekannter Chorkompositionen von der Renaissance und dem Barock bis in die heutige Zeit.
Der Stasys-Šimkus-Wettbewerb reiht sich ein in die europäischen Chormusik-Wettbewerbe und Festivals der Chöre. Das European Choral Magazine der Europäischen Chorvereinigung Europa Cantat berichtet regelmäßig über dessen Programm.